# Desastre rodoviário de Tunes
O Desastre rodoviário de Tunes foi um acidente ocorrido em 8 de Abril de 1989, nas imediações da localidade de Tunes, na região do Algarve, em Portugal.

## Acidente
O acidente ocorreu por volta das 2:30 da madrugada do dia 8 de Abril de 1989, quando rebentou um dos pneus traseiros de um autocarro, levando à perda do controlo por parte do motorista, tendo o veículo saído da estrada e caído para uma ribanceira, capotando de seguida. O desastre sucedeu perto de Tunes, no lanço entre Ferreiras e São Bartolomeu de Messines, que então era considerado como parte do Itinerário Principal 1. O veículo tinha saído cerca de meia-hora antes de Portimão, e dirigia-se para a cidade do Porto, transportando 46 adeptos do clube de futebol Portimonense, alguns deles acompanhados pelas suas esposas, que iam assistir a um jogo contra o Boavista. O desastre provocou treze vítimas mortais e 22 a 35 feridos, alguns deles em estado grave. Doze pessoas morreram no local, e uma faleceu de ataque cardíaco quando estava a ser transportado para o Hospital de Portimão. O veículo em causa tinha cinco anos, e pertencia à operadora Rodoviária Nacional. O socorro foi prestado por várias corporações de bombeiros da região.

## Investigação e funerais
O Ministério dos Transportes e Comunicações abriu um inquérito, cujos resultados preliminares apontaram a culpa ao motorista, por não terem sido encontradas «causas para atribuir a ocorrência do acidente às condições da via ou do veículo». Com efeito, aquele lanço tinha sido inaugurado apenas cerca de dois anos antes, em 1987, tendo o acidente ocorrido «numa recta a seguir a uma curva pouco acentuada», de características geométricas comuns no território europeu. O inquérito adiantou também que «as condições climatéricas eram boas, não havendo nevoeiro nem trânsito nos dois sentidos», e que «que não foram detectadas anomalias» no veículo, «exceptuando as que resultaram do acidente». Apurou-se também que no momento em que se despistou, circulava a uma velocidade de 80 a 90 Km/h.
Este desastre causou uma grande consternação em Portimão, onde as vítimas mortais eram bem conhecidas. As cerimónias fúnebres estiveram entre as maiores realizadas na cidade, tendo contado com a participação de várias personalidades da política e associações locais, principalmente ligados ao Portimonente Sporting Clube. A Câmara Municipal declarou um dia de luto municipal, com as bandeiras a meia-haste, e a Associação Comercial encerrou os seus estabelecimentos na tarde desse dia. Além da Igreja de Portimão, nesse dia também se fizeram alguns funerais na Igreja de Albufeira. Doze das vítimas mortais foram enterradas no Cemitério de Portimão, enquanto que Florbela Calisto foi para a sua terra natal, em Évora.